# David Salomon Jarquín

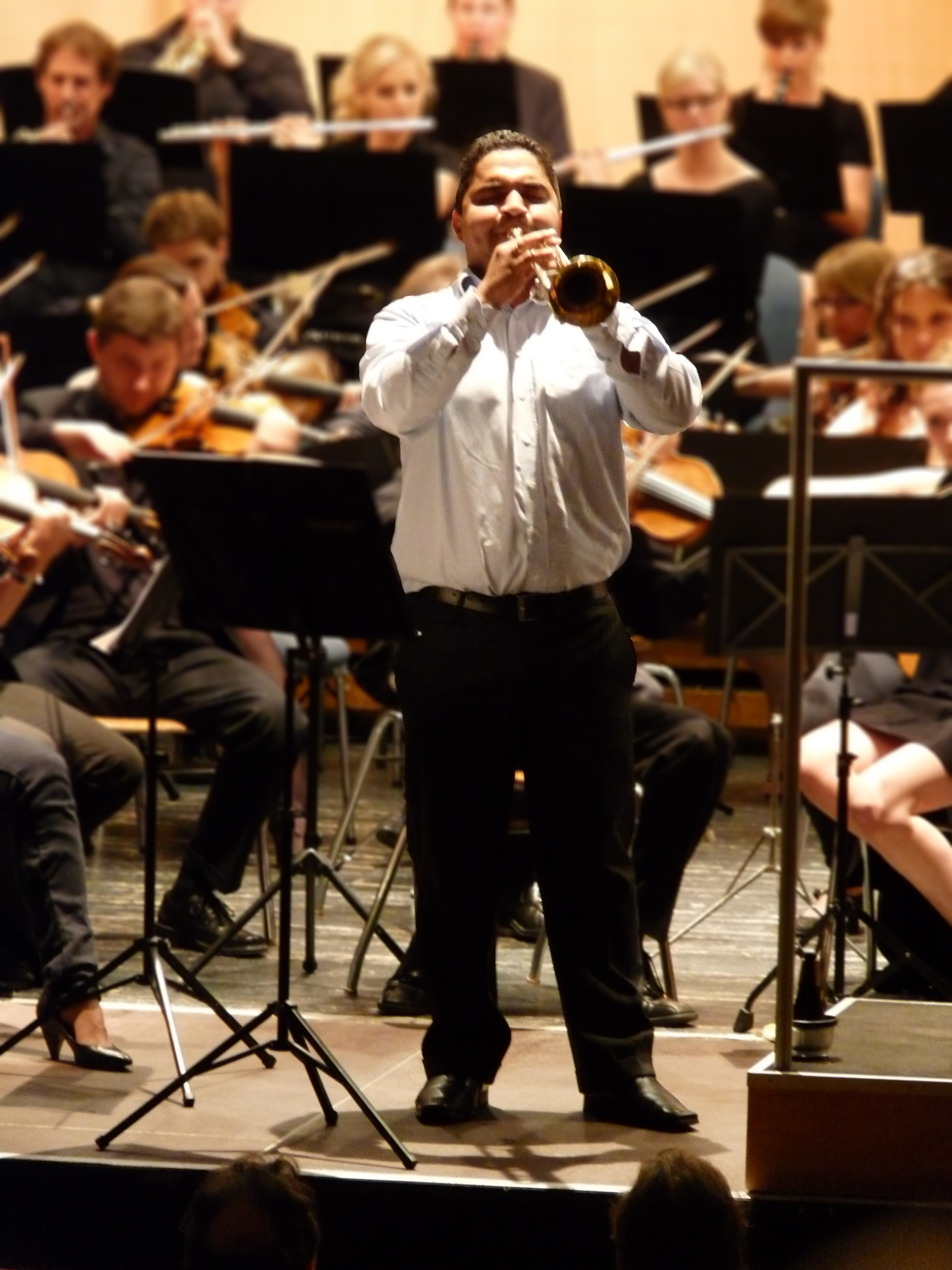
David Salomon Jarquín (2013)

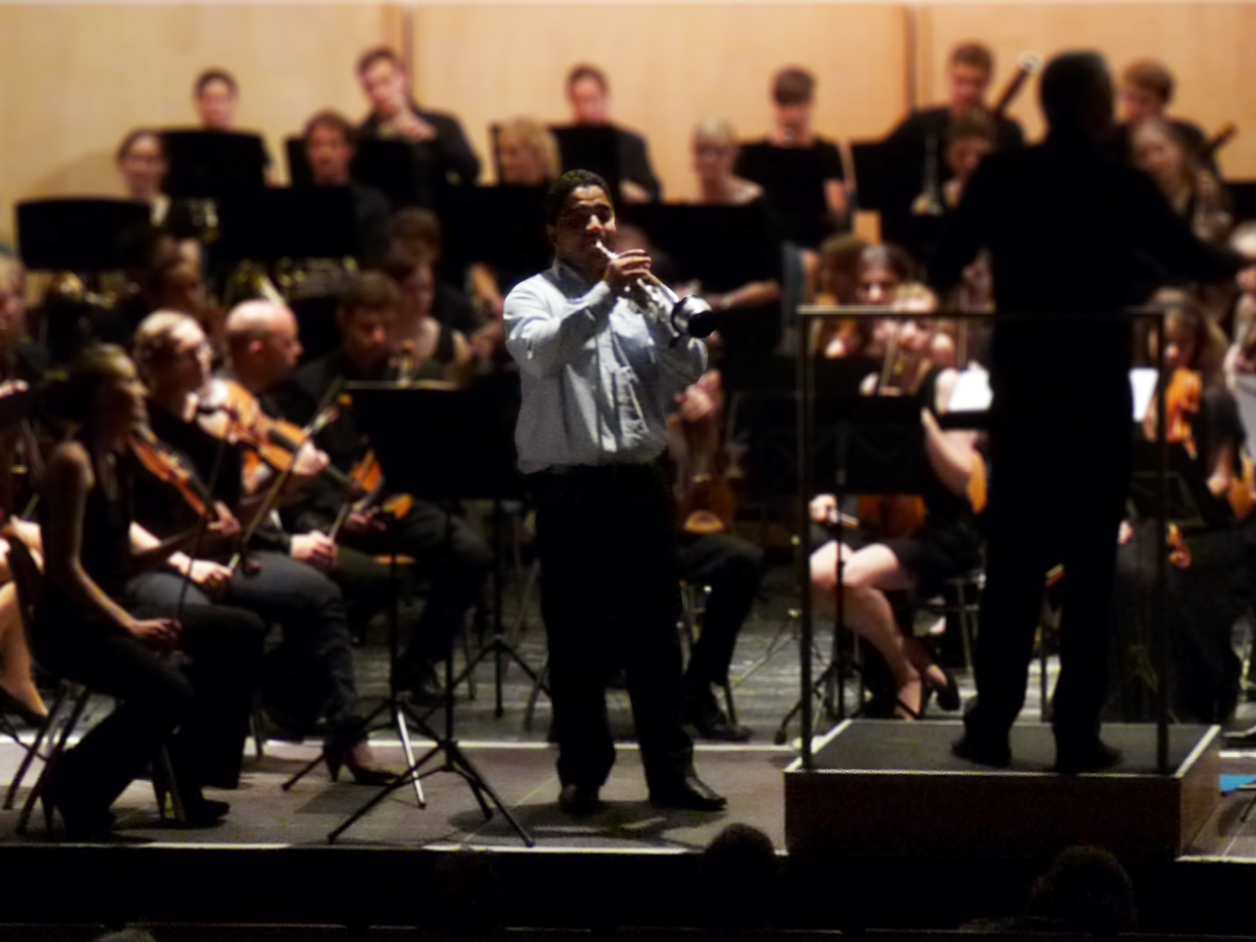
Konzert mit dem Jungen Sinfonieorchester Münster (2013)

David Salomon Jarquín (* 1986 in Granada, Nicaragua) ist ein nicaraguanischer Trompeter.

## Leben
Jarquín wurde als jüngstes von neun Geschwistern in Nicaragua geboren. Sein Vater, ein professioneller Posaunist, schickte Jarquín im Alter von sieben Jahren zur Casa de los tres mundos in Granada, wo er das Klavierspiel erlernte, seinen ersten Trompetenunterricht durch Danilo Arauz erhielt und von 1993 bis 2002 unterrichtet wurde. Dort wurde der Trompeter Guido Fröhlich vom Sinfonieorchester Münster auf ihn aufmerksam und unterrichtete ihn von 1994 bis 2002 regelmäßig im Rahmen der Embrassy-Blechbläserkurse. Im Alter von elf Jahren führte er das einzige Trompetenkonzert von Joseph Haydn mit dem Nicaraguanischen Nationalorchester auf. Fröhlich gelang es 2001, dem damals 15-jährigen Jarquín ein Stipendium in Deutschland von Pan y Arte zu verschaffen, wo er mit Haydns Trompetenkonzert in Es-Dur auf Tournee ging. Im Jahr 2002 folgte eine Tournee als Solotrompeter unter Leitung von Leonard Slatkin, Kurt Masur sowie Gustavo Dudamel durch Nord- und Südamerika, auf der er vom Youth Orchestra of the Americas begleitet wurde. Ab November 2002 war Jarquín Schüler am städtischen, musischen Christian-Dietrich-Grabbe-Gymnasium in Detmold. Im Wintersemester 2002/2003 nahm Jarquín als Jungstudierender das Musikstudium bei Max Sommerhalder an der Hochschule für Musik in Detmold auf.
Beim Bundeswettbewerb Jugend musiziert gewann Jarquín im Juni 2003 in Jena den ersten Platz mit der höchstmöglichen Punktzahl. Im September 2003 wurde er in Luzern von der europäischen Kulturstiftung „Pro Europa“ mit dem Europäischen Förderpreis für junge Künstler ausgezeichnet. Es folgten Soloauftritte bei den Bochumer Symphonikern im März 2004, wo er das Trompetenkonzert von Henri Tomasi aus dem Jahr 1948 intonierte, gefolgt von Galaauftritten in der Schweiz sowie beim Maurice André International Trumpet Festival in Lyon. Maurice André, ein Vorbild Jarquíns, lud den jungen Musiker 2004 zum Privatissimum in Detmold ein. Als 18-Jähriger gewann Jarquín mit einem Musikstück von Hans Werner Henze als jüngster Teilnehmer im Mai 2005 den Deutschen Hochschulwettbewerb in Hamburg. Bei James Thompson und Stanley Friedman absolvierte Jarquín Meisterkurse in den USA.
Die erste Solo-CD mit dem Titel Cascadas zeichnete Jarquín vom 9. bis 14. Juli 2005 mit dem Blechbläserensemble Embrassy auf. Im Jahr 2006 spielte Jarquín Nobody Knows the Trouble I’ve Seen von Bernd Alois Zimmermann aus den Jahren 1944/45 im Rahmen des Hochschulwettbewerbs für Dirigenten. Als Solotrompeter spielte er von April bis September 2008 bei der NDR Radiophilharmonie in Hannover. Am 17. August 2008 konnte Jarquín den Publikumspreis des Schleswig-Holstein Musik Festivals gewinnen. 2009 spielte er zusammen mit dem Sinfonieorchester Münster mehrere Konzerte und Opern. Es folgten weitere internationale Auftritte, darunter beim Europäischen Klassikfestival Ruhr sowie in Dubai und Abu Dhabi. Zusammen mit den Hamburger Symphonikern spielte er 2010 das Trompetenkonzert von Haydn. Mit Günther Herzfeld intonierte Jarquín diverse Werke des 20. Jahrhunderts für Trompete und Klavier. Inzwischen ist Jarquín als Trompetenlehrer in Ostwestfalen-Lippe tätig.

## Aufnahmen
- 2005: Cascadas (Solo-CD mit dem Blechbläserensemble Embrassy)

## Auszeichnungen
- 2003: Erster Platz beim Bundeswettbewerb Jugend musiziert
- 2003: Europäischer Förderpreis für junge Künstler der europäischen Kulturstiftung „Pro Europa“
- 2005: Erster Platz beim Deutschen Hochschulwettbewerb
- 2008: Publikumspreis des Schleswig-Holstein Musik Festival